# Michael Strahan
Michael Anthony Strahan (Houston, Texas, 21 de noviembre de 1971), más conocido como Michael Strahan, es un exjugador profesional estadounidense de fútbol americano que se desempeñó en la posición de defensive end en la National Football League (NFL). Es miembro del Salón de la Fama del Fútbol Americano Profesional.

## Carrera
Strahan jugó como profesional quince temporadas en New York Giants (1993-2007), equipo en el que se retiró.

## Reconocimiento
El 2 de agosto de 2014, ingresó como miembro al Salón de la Fama del Fútbol Americano Profesional.